# Esclavitud en Colombia

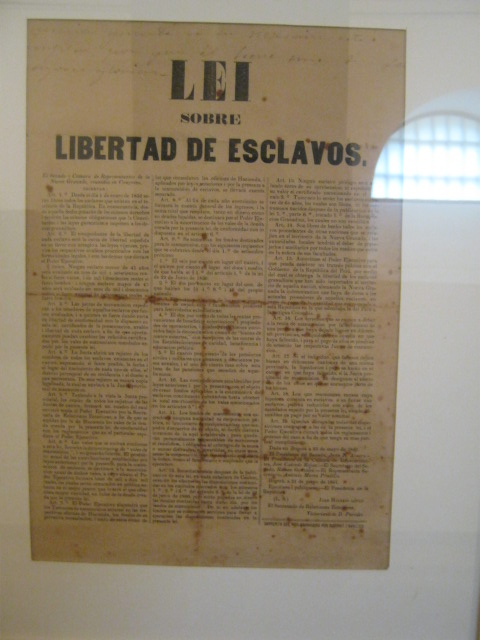
Ley sobre libertad de esclavos, expedida el 21 de mayo de 1851.

La esclavitud en la actual Colombia fue practicada desde antes de la llegada de los españoles entre las poblaciones indígenas hasta su abolición definitiva en 1851. Este proceso consistió en la trata de seres humanos, primero entre los propios pueblos indígenas como los chibchas, los muzos o los panches, posteriormente por la introducción de esclavos africanos por parte de comerciantes europeos, especialmente portugueses, y más adelante por las élites comerciales de la temprana república. El proceso de abolición de la esclavitud comenzó en 1821, tras la independencia, pero fue gradual y la mayoría de los esclavos no fueron liberados hasta 1851.

## Esclavitud de indígenas

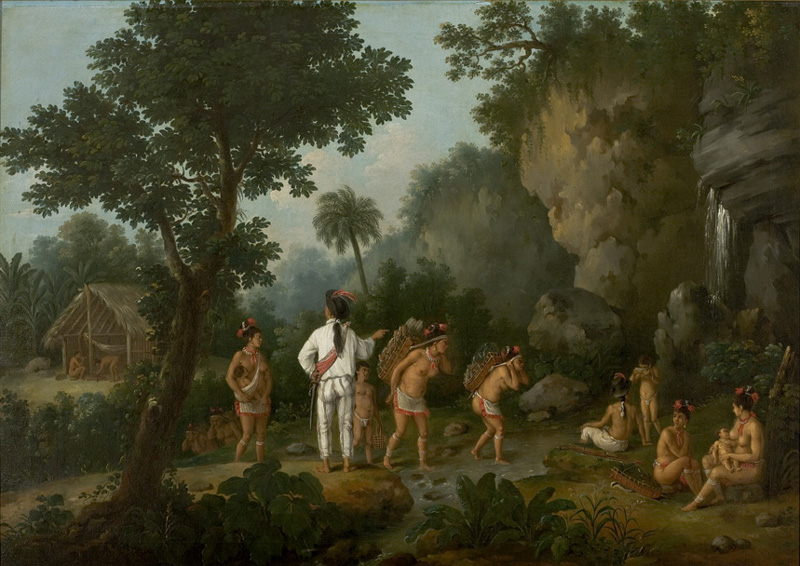
Los pueblos indígenas fueron sometidos a trabajos forzados y otros abusos por los conquistadores españoles.

La esclavitud de los pueblos indígenas en lo que actualmente es Colombia ya existía antes de la llegada de los españoles. Los chibchas, los muzos, los panches esclavizaban a sus pueblos vecinos. Con el avance de las fuerzas conquistadoras los pueblos indígenas que se habían opuesto a los españoles y habían luchado, una vez derrotados, eran sometidos a la esclavitud en su condición de prisioneros de guerra como era la usanza española. Gonzalo Jiménez de Quesada, por ejemplo, repartió unos dieciocho millares de prisioneros conquistados entre sus capitanes y soldados. Este proceso se daría sin conocimiento de la corona española o justificación legal hasta la expedición de las llamadas Leyes de Burgos por la corona española, las cuales eliminaron de jure la esclavitud de los pueblos indígenas en 1512. La condición legal de la población americana conquistada sería mejorada nuevamente por las llamadas Leyes Nuevas de 1542, que establecerían nuevas protecciones para estas gentes. Muchos de los colonos que quisieron perpetuar la esclavitud indígena y se opusieron a las Leyes Nuevas fueron ejecutados por los españoles. Las Leyes Nuevas del imperio español establecieron una férrea defensa de los indígenas.
Las Leyes Nuevas legislaron así el trato que se tenía que dar a los indígenas de la siguiente manera:
TITULO SEGUNDO.
De la libertad de los indios.
Ley primera.
El emperador D. Carlos en Granada a 9 de noviembre do 1526. En Madrid a 2 de agosto de 1530. En Medina del Campo a 13 de enero de 1552. En Madrid a 5 de noviembre de 1510. En Valladolid a 21 de mayo de 1312. Eu Castellón de Ampurias a 21 de octubre de 1518.
Que los indios sean libres y no sujetos a servidumbre.
En conformidad de lo que está dispuesto sobre la libertad de los indios: Es nuestra voluntad, y mandamos, que ningún adelantado, gobernador, capitán , alcaide, ni otra persona, de cualquier estado, dignidad, oficio, o calidad que sea en tiempo , y ocasión de paz, o guerra, aunque justa, y mandada hacer por Nos, o por quien nuestro poder hubiere, sea osado de cautivar indios naturales de nuestras Indias, Islas, y Tierra-Firme del Mar Océano, descubiertas, ni por descubrir , ni tenerlos por esclavos, aunque sean de las islas, y tierras, que por Nos, o quien nuestro poder para ello haya tenido, y tenga , esté declarado, que se les pueda hacer justamente guerra, o los matar, prender, o cautivar.
LEY 2.
El emperador D. Carlos y el cardenal Tavera gobernador en Faensalida a 20 de octubre de 1541.
Que sean castigados con rigor los encomenderos que vendieren sus indios
Averigüen los virreyes, audiencias y gobernadores, si algunos encomenderos han vendido, o venden los indios de sus encomiendas públicas, o secretamente, y a qué personas; y si hallaren, que alguno hubiere cometido tan grave exceso, le castiguen severa y ejemplarmente, y pongan a los indios en su libertad natural, y por el mismo hecho quede privado de la encomienda, y de poder conseguir otra.
LEY 8.
El emperador D. Carlos y el príncipe gobernador en Valladolid a 28 de septiembre de 1513, y en 27 de noviembre de 1548.
Que los indios alzados se procuren atraer de paz por buenos medios. 
Mandamos a los virreyes, audiencias, y gobernadores, que si algunos indios anduvieren alzados, los procuren reducir, y atraer a nuestro real servicio con suavidad y paz, sin guerra, robos, ni muertes; y guarden. Las leyes por Nos dadas para el buen gobierno de las Indias, y tratamiento de los naturales; y si fuere necesario otorgarles algunas libertades, o franquezas de toda especie de tributo, lo puedan hacer y hagan, por el tiempo y forma, que les pareciere, y perdonar los delitos de rebelión, que hubieren cometido, aunque sean contra Nos, y nuestro servicio, dando luego cuenta en el consejo"
LEY 9.
El emperador don Carlos en Valladolid a 26 de junio de 1523, cap. 9. En Toledo a 20 de noviembre de 1528. D. Carlos II y la reina gobernadora. Véase la ley 25 , tit. 7 , lib. 4
Que para hacer guerra a los indios se guarde la forma de esta ley.
Establecemos y mandamos, que no se pueda hacer, ni haga guerra a los indios de ninguna provincia para que reciban la santa fé católica, o nos den la obediencia, ni para otro ningún efecto , y si fueren agresores y con mano armada rompieren la guerra contra nuestros vasallos, poblaciones y tierra pacífica, se les hagan antes los requerimientos necesarios una, dos y tres veces,  y las demás , que convengan , hasta atraerlos a la paz, que deseamos, con que si estas prevenciones no bastaren, sean castigados como justa mente merecieren , y no más; y si habiendo recibido la santa fe, y dándonos la obediencia, la apostataren y negaren, se proceda como contra apóstatas y rebeldes conforme á lo que por más excesos merecieren, anteponiendo siempre los medios suaves y pacíficos a los rigurosos y jurídicos. Y ordenamos que si fuere necesario hacerles guerra abierta y formada , se nos dé primero aviso en nuestro consejo de Indias , con las causas y motivos que hubiere para que Nos proveamos lo que más convenga al servicio de Dios nuestro Señor, y nuestro."
LEY 10.
D. Felipe III en Madrid a 10 de octubre de 1618. Ordenanza 67.
Que no se envíe gente armada a reducir los indios, y siendo a castigarles, sea conforme a esta ley
Ningún gobernador, teniente, ni alcalde ordinario pueda enviar, ni envíe gente armada contra Indios, a título de que se reduzcan, o vengan a hacer mita, ni con otro pretexto , pena de privación de oficio, y de dos mil pesos para nuestra cámara; pero bien permitimos, que si algunos indios hicieren daño españoles, o a indios de paz , en sus personas, o haciendas, puedan luego, o hasta tres meses enviar personas con armas a que los castiguen , o traigan presos , con que en los presos no se ejecute pena en el campo , si la dilación no causare daño irreparable, y en ninguna forma se puedan repartir los indios por piezas , como en algunas provincias se ha hecho sin nuestra orden y voluntad, pena de mil pesos al que lo contrario hiciere.
LEY 6.
D. Felipe IV en Madrid a 29 de septiembre de 1628.
Que los indios no puedan vender sus hijas para contraer matrimonio
Usaban los indios al tiempo de su gentilidad vender sus hijas a quien más les diese para casarse con ellas. Y porque no es justo permitir en la cristiandad tan pernicioso abuso contra el servicio de Dios, pues no se contraen los matrimonios con libertad por hacer las indias la voluntad de sus padres, y los maridos las tratan como a esclavas, faltando al amor y lealtad del matrimonio, viviendo en perpetuo aborrecimiento con inquietud de los pueblos: Ordenamos y mandamos, que ningún indio ni india reciba cosa alguna en mucha ni en poca cantidad ni en servio ni en otro género de paga en especie del indio que se hubiere de casar con su hija , pena de cincuenta azotes, y de quedar inhábil de tener oficio de república y restituir lo que llevó para nuestra cámara, y si fuere indio principal que de por mazegual , y los indios que fueren justicias lo ejecuten , y el gobernador y justicia mayor de la provincia lo haga ejecutar en los negligentes, o se le hará cargo en su residencia.”

## Esclavitud de africanos

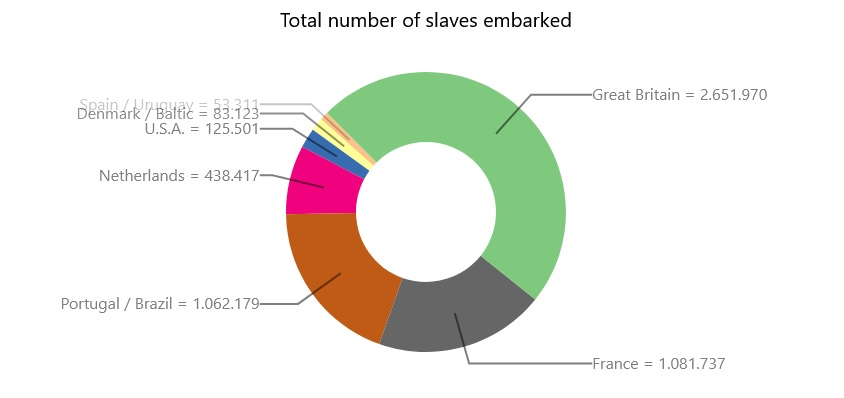
Esclavos enviados a América de 1450 a 1800 por país esclavista

Los países que controlaban el mercado transatlántico de esclavos en términos de número de esclavos enviados eran: Reino Unido, Portugal y Francia.

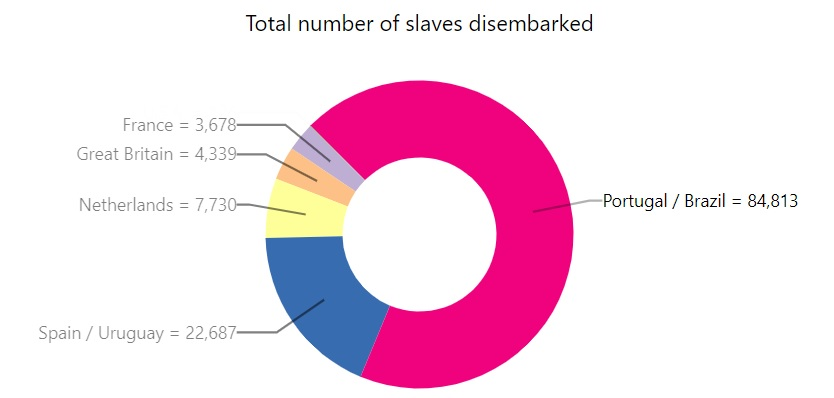
Número de esclavos desembarcados en Colombia, incluidos Providencia y San Andrés, por pabellón del barco que transportaba a los esclavos.

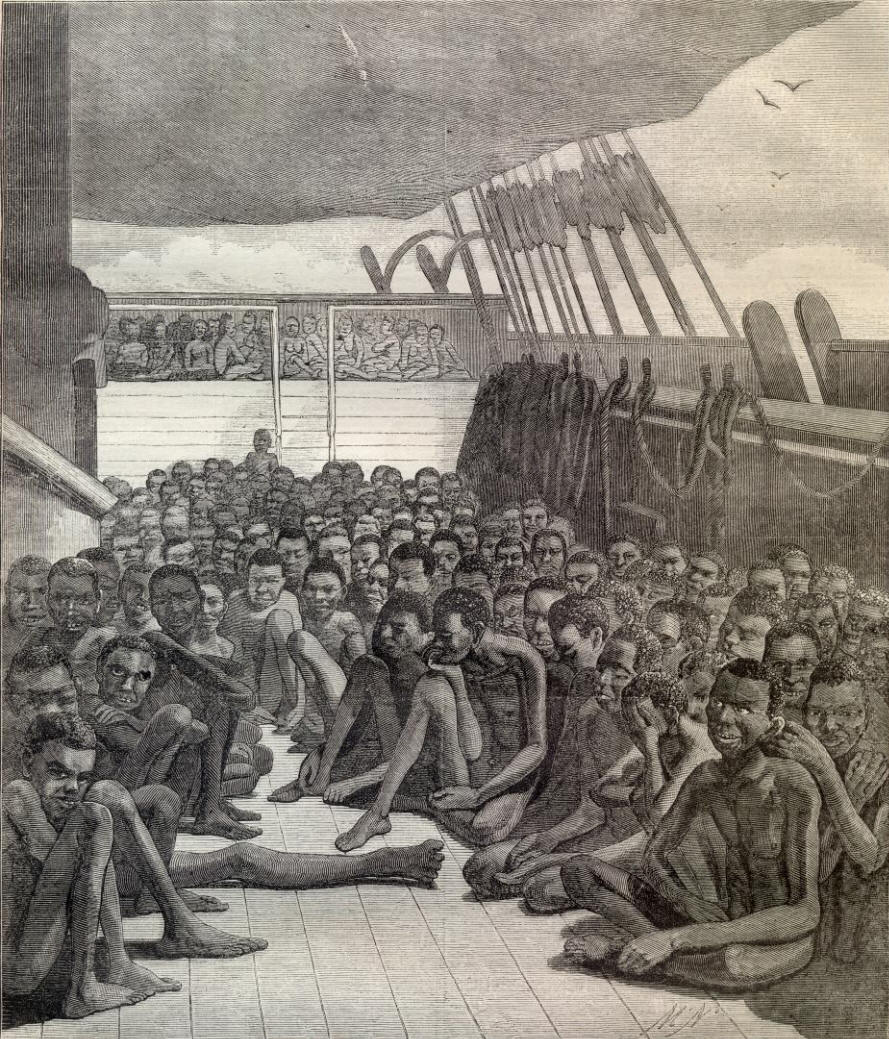
Los esclavos africanos eran víctimas de hacinamiento durante su transporte por el Atlántico.

El tráfico ibérico de esclavos africanos comenzó con los portugueses, quienes transportaban prisioneros a las Islas Madeira y las Azores. Por medio del Tratado de Alcáçovas en 1479 Castilla reconoció la primacía portuguesa en la trata de esclavos africanos, lo que los volvería los principales proveedores de mano de obra esclavizada para los siglos venideros. Esto alcanzó una nueva dimensión con la colonización del Nuevo Mundo, debido a que la población nativa liberada por las leyes de Burgos y las leyes nuevas ya no se podía utilizar como mano de obra y por ende se hizo insuficiente para el desarrollo de las estructuras productivas y de las infraestructuras del territorio. Así el tráfico masivo de esclavos africanos hacia las provincias que serían la Nueva Granada daría inicio solo después de que la población indígena fuese liberada, empezando en la segunda mitad del siglo XVI. Esta trata se dio por medio de las llamadas licencias, una suerte de contrato con el estado en que la corona autorizaba el tráfico de esclavos hacia las colonias a cambio de una contribución fiscal.
Los mayores comerciantes de esclavos en lo que hoy es el territorio colombiano fueron con diferencia los portugueses.
La trata esclava era justificada moralmente bajo la idea de que el esclavo recibía la «invaluable» labor evangelizadora de su amo, y de que el principio cristiano de la igualdad se refería a la igualdad en el más allá y la superioridad del hombre blanco en el presente. Esto no impedía que los esclavos fuesen transportados en condiciones infrahumanas; el viaje desde África hasta América duraba unos dos meses y se llevaba a cabo en buques plagados de enfermedades, con pobre o ninguna ventilación, y hacinados.

### Orígenes étnicos
Los primeros conquistadores portugueses en llegar a las costas africanas tuvieron una aproximación bastante directa a la esclavización de los nativos, dependiendo de expediciones bélicas en los que secuestraban a los nativos; sin embargo el proceso resultaba engorroso y difícil, por lo que eventualmente fue substituido por las llamadas «factorías», en las que productos manufacturados eran intercambiados por los líderes locales a cambio de esclavos capturados.
El grueso de los esclavos africanos llegados al Nuevo Mundo fue tomado de las costas occidentales africanas, entendidas como el espacio entre los ríos Senegal y Cuanza. Determinar el origen étnico de los esclavos es complejo puesto que los registros de la época vienen de europeos interesados en identificar el puerto de origen y no en hacer cualquier tipo de valoración etnográfica. Así, los diversos investigadores que se aproximan a la cuestión de los orígenes de los esclavos negros colombianos frecuentemente no tiene más remedio que agrupar su origen en regiones mayores, frecuentemente divididas en tres. Luz Adriana Maya identifica estas como: sudano-saheliano, el bosque tropical y la selva ecuatorial húmeda; John Thornton identifica las tres regiones como: la Alta Guinea, la Baja Guinea y la región de Angola. Estas regiones no comprenden un único pueblo e incluyen una gran diversidad entre ellas.
La región del Sáhel occidental vivían grupos étnicos como los fulani, los mande y los songhai. En la región se desarrollaron los imperios más grandes del África subsahariana: el Imperio de Ghana, el Imperio de Malí y el Imperio songhai. Estos dos últimos formarían parte directa de la trata de esclavos y colapsarían durante la misma. Los dos imperios más tardíos serían de carácter musulmán, lo que influiría no solo a las etnias dominantes de los mismos sino a otros pueblos que llegarían encadenados a los puertos de Cartagena de Indias como los balanta, bijagós, diola, nalu y sosso.
En la región del Golfo de Guinea los pueblos pueden ser divididos en dos macro-grupos, los pueblos kwa y los hablantes de lenguas Volta-Níger. Esta región estuvo dominada por estados más pequeños como el Reino Asante así como las ciudades estado de Ife y Benín. Es origen de pueblos como los yoruba, igbo y asante. Esta región representa el origen de varias religiones afrocaribeñas aún practicadas en Colombia como es la santería, que tiene su origen en la religión yoruba.
En la región más al sur comprendida entre el delta del río Congo y la actual Angola la gran mayoría de los pueblos eran de origen bantú, principalmente de hablantes de las lenguas kikongo y kimbundu. La región incluyó estados como el pequeño Imperio lunda y el gran Reino del Congo, cuyo rey Afonso I intentó infructuosamente detener el tráfico de esclavos desde su dominio enviando correspondencia a Juan III de Portugal hablando de la «corrupción y depravación» de los esclavistas europeos de que despoblaban su país. Envió igualmente a emisarios a tratar con el papa pero estos fueron interceptados por los portugueses al desembarcar en Lisboa.

### En la costa Caribe

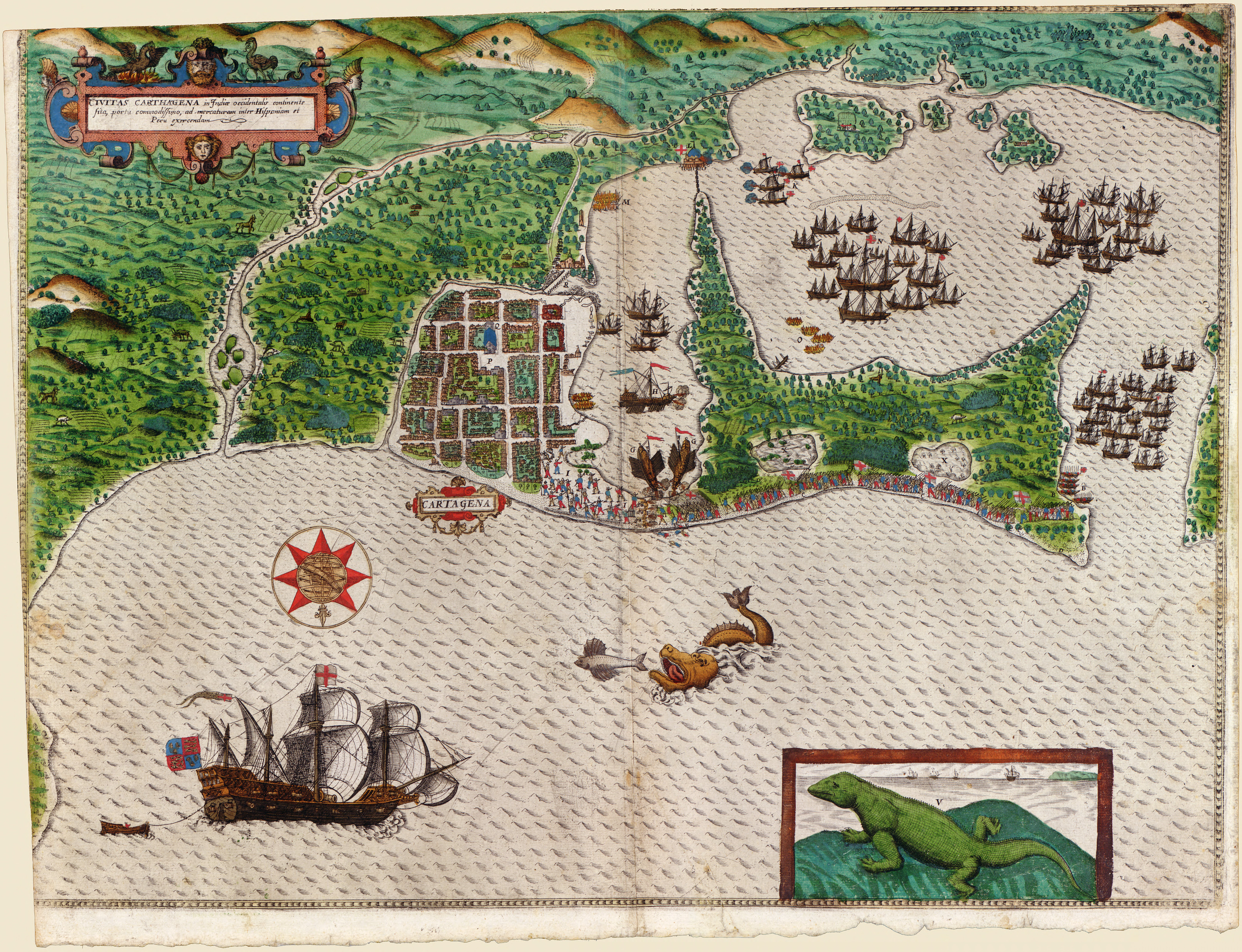
Cartagena de Indias fue el principal puerto de entrada para los esclavos durante la colonia.

Cartagena de Indias fue el principal puerto de entrada de esclavos al país durante el periodo colonial y durante su auge más alto resultó en ser el negocio más lucrativo de la ciudad. Hacia 1620 la ciudad contaba con 6000 habitantes, de los cuales 1400 eran esclavos de origen africano, hacia 1686 el número de esclavos había aumentado a 2000. En el censo realizado entre 1778 y 1780 se determinó que la población esclava representaba el 10 % de la población en la provincia de Santa Marta y el 8 % de la provincia de Cartagena.
El uso de mano de obra esclava resultó ser imprescindible para la economía de la Provincia de Cartagena, tanto en el ámbito urbano como rural. Con la instauración de las leyes nuevas que abolió la esclavitud indígena, la población nativa dejó de trabajar para la corona, así el trabajo de los africanos alcanzó una gran relevancia. Aunque durante el siglo XVII la labor esclava fue empleada tanto en agricultura como ganadería, eventualmente esta pasó a concentrarse alrededor de solo esta última, puesto que la agricultura es estacional y por ende resultaba menos rentable para el esclavista que deseaba reducir al mínimo las horas en que el esclavo no trabajaba.
Al interior de las urbes la esclavitud ganaba una función no solo productiva sino de estatus, muchas de las casas de las grandes familias criollas prósperas, muchas de origen portugués, en Cartagena y Mompós estaban dotadas de servidumbre negra, la cual servía como señal de opulencia. Estos esclavos eran comercializados durante el siglo XVII por un valor entre los 200 y 400 pesos de plata cada uno.
El sistema de producción con mano de obra esclava requería de un influjo constante de nuevos esclavos, puesto que la población de origen africano tenía índices negativos de crecimiento en el Nuevo Mundo. Esto obedecía a varios factores como el que el número de hombres superara al de mujeres por un factor de 5 a 1 debido a que se les consideraba más productivos, así como el alto índice de mortalidad entre los trabajadores. Esto requirió el influjo constante de nuevos esclavos «bozales» (nacidos en África).
El esclavismo en la provincia cartagenera comenzaría a decaer en el siglo XVIII. Durante la era republicana la institución entró en una verdadera decadencia, principalmente en las áreas rurales donde dejó de ser el sistema vigente de producción siendo reemplazado por mano de obra mestiza barata. En las zonas urbanas la esclavitud logró mantener su relevancia debido a que se encontraba más ligada a la exhibición de estatus que a los modos de producción, por lo que continuó siendo un sistema relevante hasta su abolición en el siglo XIX.

### En la costa pacífica
Los primeros intentos de explotación minera usando esclavos de origen africano en la costa pacífica neogranadina se dieron durante el siglo XVII. Las grandes operaciones mineras, y con ellas el tráfico masivo de esclavos negros hacia la costa occidental, no comenzaría sino hasta las dos últimas décadas del siglo XVII.
La gran mayoría de los esclavos africanos que eventualmente llegaría al pacífico entró por el puerto de Cartagena de Indias; en el Pacífico los mismos se comercializaban por un valor de unos 300 pesos de plata si eran bozales (nacidos en África), y entre 400 y 500 si eran criollos (nacidos en América). Por análisis de documentos de la época, parece que más de la mitad de los esclavos llegados a la Provincia del Chocó eran de origen kwa, principalmente de los subgrupos akan y ewe, también hubo minorías importantes de mande, gur y kru.
La costa Pacífica fue el área colonial con mayor porcentaje de población esclava en territorio neogranadino. En el censo de 1778-1780 se encontró que en el Chocó, los esclavos constituían el 39 % de la población; en Iscuandé el 38 %; en Tumaco el 63 %; y en Raposo, un extraordinario 70 %.
Estos esclavos destinados para la producción minera fueron un componente vital en la Región Pacífica. Entre 1680 y 1700 la provincia de Popayán fue fuente de un 41 % de la producción de oro en la Nueva Granada.

## Rebeliones

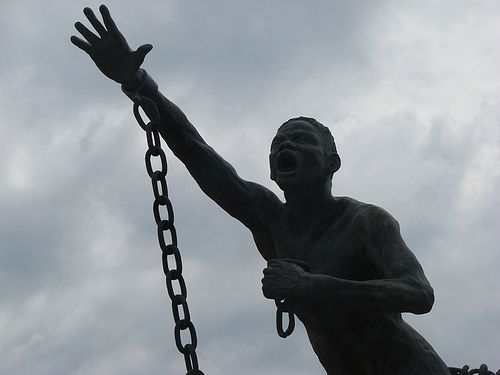
Estatua de Benkos Biohó, líder rebelde cimarrón.

Los primeros en oponerse a la imposición del trabajo forzado por parte de los europeos fueron los pueblos indígenas. Durante el siglo XVI se dieron rebeliones de los paeces, muzos,  y yariguíes. Los chinatos se rebelaron villa de San Cristóbal, mientras que los tupes hicieron lo mismo en Santa Marta. Sin embargo los pijaos fueron los más triunfantes en este sentido, logrando frenar el trabajo en las minas de Cartago y Buga, interrumpiendo exitosamente la comunicación con Popayán y el Perú, y dando muerte al gobernador de Popayán Vasco de Quiroga. La guerra librada durante la primera década del siglo XVII terminaría con una victoria de los europeos, que verían recompensado su servicio en la forma de encomiendas.
Los esclavos africanos se rebelaban frecuentemente contra sus amos, ya fuera a través de la práctica cimarronaje y su huida, o por medio de la rebelión armada. En Santa Marta en 1530, solo cinco años después de la construcción de la ciudad, una rebelión esclava destruyó la localidad. La ciudad sería reconstruida solo para sufrir una nueva rebelión en la década del 50 del mismo siglo.
Aunque era ciertamente posible para un esclavo individual el huir de sus amos y pasar desapercibido entre la población negra libre de un ciudad grande, era una situación precaria en la que el prófugo estaba en riesgo constante de ser descubierto; por ello es natural que muchos actos de fuga fuesen organizados y dirigidos hacia comunidades de esclavos cimarrones en los cuales estos podían encontrar seguridad con los de su propia clase.

#### San Basilio de Palenque y libertad por cédula real para los palenques
Sin embargo la rebelión esclava más famosa en la Nueva Granada fue sin duda la de los esclavos de San Basilio de Palenque, dirigidos por Benkos Biohó, la rebelión fue tan exitosa que en el día 23 de agosto de 1691 el rey de España se vio obligado a expedir una cédula ordenando la libertad general de los palenques y su derecho a la tierra.
A fines del siglo XVII las autoridades coloniales intentaron nuevamente iniciar una gran campaña contra los palenques cimarrones pero a pesar de lograr destruir algunos poblados toda la empresa resultó ser un fracaso, puesto que los negros lograron conservar su libertad y simplemente se desplazaron hacia el sur.

#### Palenque de Tadó
Los españoles inician en América el comercio de africanos esclavizados. En 1728, Barule, un esclavo, lideró la más grande insurrección en el Chocó junto a los hermanos Antonio y Mateo Mina. Estos insurrectos fundan el palenque de Tadó en donde Barule es proclamado rey. Lo conforman 120 cimarrones. El 18 de febrero de 1728 tiene lugar la batalla entre el ejército realista y los cimarrones y vencidos estos últimos, Barule y los hermanos Mina son fusilados por el teniente Tres Palacios Mier.

#### Otras actividades y persistencia
No todas las actividades de rebelión terminaban en fuga, en varios casos la amenaza de un revuelta se usó como método dentro de una negociación colectiva. En 1768 en la provincia de Santa Marta un grupo de esclavos hirieron a un capataz a quién acusaban de malos tratos, cuando su amo envió a un par de hombres blancos a someterlos los negros dieron muerte a uno de los blancos. Lejos de amedrentarse los rebeldes le dieron un ultimátum a su amo, si no accedía a sus demandas incendiarían toda la hacienda y escaparían para vivir con los «indios bravos». Sin más remedio, el amo aceptó sus demandas, haciendo juramento de perdonarlos por la revuelta, detener los maltratos y acordando que si los esclavos eran vendidos alguna vez esto debería hacerse colectivamente para no dividir a las familias. El dueño también accedió a proveer a los trabajadores con una buena cantidad de tabaco y aguardiente como compensación por los abusos. Incidentes similares ocurrieron en Neiva en 1773 y Cúcuta en 1780, en los cuales los esclavos habían llegado a una suerte de acuerdo con los sacerdotes jesuitas en el cual su trato se asemejaba más al de campesinos libres en una aparcería, en el cual se les remuneraba por sus cultivos y se les concedía días de fiesta. Cuando un nuevo amo se negó a mantener lo que los esclavos consideraban sus derechos consuetudinarios, estos no dudaron en entrar en rebelión abierta y demandar a las autoridades del gobierno colonial que se les reconocieran sus derechos.
Por otro lado, es importante reconocer que las estrategias de resistencia de las mujeres negras esclavizadas durante el período colonial, estuvieron dirigidas a enfrentar el discurso del poder colonial mediante el recurso de las demandas judiciales.
El cimarronaje continuaría hasta el siglo XIX con la abolición de la esclavitud, tras la cual los antiguos esclavos ejercerían nuevas formas de resistencia buscando desquitarse de sus antiguos amos. Los negros recorrían los campos derribando cercas, asaltando propiedades y castigando con sus látigos de arrear ganado a los conservadores; este periodo fue bautizado por el presidente José Hilario López como «los retozos democráticos».

## Abolición

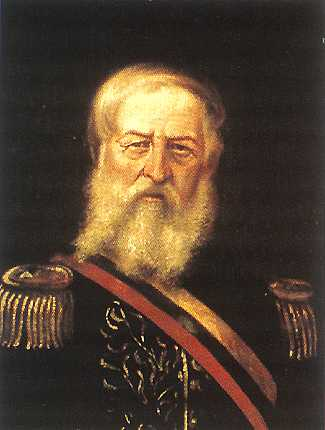
Presidente José Hilario López, quién encabezó la abolición de la esclavitud.

El proceso de manumisión de los esclavos se dio en alguna medida durante toda la historia de la colonia, pero la cuestión de abolir la esclavitud como institución no comenzó a tomar relevancia sino hasta la invasión napoleónica de España; contexto en el que en las cortes de España se planteó desde 1809 la necesidad de abolir la esclavitud para evitar «que los esclavos la pretendan y aun la logren por medios violentos y coactivos». Antonio Villavicencio fue un proponente de la libertad de vientres, sin embargo sus puntos de vista no fueron atendidos por la corona europea.
Desde 1811 los españoles ofrecían libertad a los esclavos que ingresaran a las tropas realistas, y durante la guerra de independencia de Colombia Simón Bolívar introdujo en 1816 la idea de otorgar la libertad a los esclavos que ingresaran a las tropas por la causa independentistas. Esto no quiere decir que el proceso careciera de controversia, pues los hacendados que dependían de los esclavos tanto para el trabajo como para demostrar estatus se opusieron de manera acérrima al proceso libertario.
En el territorio de la actual Colombia, la libertad de vientres se promulgó inicialmente en el Estado Libre de Antioquia, mediante proyecto presentado ante Juan Del Corral por los diputados Antonio Arboleda y Arrachea, José Miguel De la Calle, José Félix de Restrepo, Pedro Arrubla y José Antonio Benítez en 1814, y aprobado en ese mismo año con el nombre de libertad de partos.
A modo de transigir las demandas de los esclavistas que exigían que se respetara su «propiedad», José Félix de Restrepo logró ante el Congreso de Cúcuta que se decretara la libertad de vientres, la cual declaró como libres a los hijos de esclavas nacidos a partir del 21 de julio de 1821. La ley establecía para los amos la obligación de «educar, vestir y alimentar a los hijos de éstas [...] pero ellos en recompensa deberán indemnizar a los amos de sus madres los gastos impedidos en sus crianzas, con sus obras y servicios, que les prestarán hasta la edad de 18 años cumplidos». Se preveía adicionalmente un impuesto sobre las herencias que se aplicaría a proporcionarles medios de subsistencia. El comercio de esclavos fue prohibido de manera definitiva en 1825.
Aunque la libertad de los esclavos jóvenes debería haber empezado el 21 de julio de 1839, el proceso fue retrasado en gran medida por la Guerra de los Supremos, que se libró de 1839 a 1842. Tras la guerra y ante la presión de los amos, una nueva ley de 29 de mayo de 1842, prolongó la dependencia de los esclavos otros 7 años mediante lo que se llamó el aprendizaje. Es decir que los esclavos de 18 años serían presentados a los alcaldes quienes debían hacerlos servir a su antiguo amo o a otra persona que pudiera «educarlo e instruirlo» en un oficio o profesión. De este modo la esclavitud fue extendida, mientras que los que se rehusaron a participar fueron reclutados en el ejército nacional.
La ineficiencia de la manumisión, así como la corrupción de funcionarios y hacendados que continuaron con el comercio de esclavos ignorando la ley causó un gran descontento entre las llamadas Sociedades Democráticas (asociaciones liberales de artesanos). Esta gran agitación política, proveniente tanto de los artesanos como de los mismos esclavos, llevó al presidente José Hilario López a proponer la libertad absoluta. Finalmente el Congreso de Colombia dictó la ley de 21 de mayo de 1851 por medio de la cual los esclavos quedarían libres a partir del 1 de enero de 1852 y los amos serían indemnizados con bonos, por este hecho se levantó el único monumento existente en Colombia, ordenado por el gobernador cartagenero Agustín Nuñez el día 29 de mayo de 1851 en la ciudad de Ocaña, a este se le conoce como la Columna de la Libertad de los Esclavos.
Aun así en muchos lugares los amos se rehusaron a dejar ir a los esclavos de manera pacífica, esto desencadenó en la guerra civil de 1851, la cual inició con el estallido una insurrección en el Cauca y Pasto encabezada por los líderes conservadores Manuel Ibáñez y Julio Arboleda con el apoyo del gobierno ecuatoriano de tendencia conservadora. En Antioquia la rebelión estalló a manos de conservadores liderados por Eusebio Borrero. La guerra terminaría en cuatro meses con la victoria liberal y la liberación definitiva de los esclavos.
De todo esto se puede concluir que la abolición de la esclavitud ocurrida durante la república fue un proceso gradual. Esto se puede comprobar al ver como el porcentaje de población esclavizada estuvo en descenso constante durante todo el periodo republicano hasta la abolición definitiva de la institución:
| Años | Población Total | Esclavos | Proporción |
| ---- | --------------- | -------- | ---------- |
| 1778 | 798 956         | 62 547   | 7,82 %     |
| 1825 | 1 129 174       | 45 133   | 4,00 %     |
| 1835 | 1 570 854       | 37 547   | 2,39 %     |
| 1843 | 1 812 782       | 25 591   | 1,41 %     |
| 1851 | 2 105 622       | 15 972   | 0,76 %     |